# Ladislaus Hoyos
Ladislaus hrabě Hoyos-Sprinzenstein (německy Ladislaus Graf von Hoyos-Sprinzenstein, Freiherr von Stüchsenstein; 25. srpna 1834 Mauer, Rakousko – 23. ledna 1901 Vídeň, Rakousko) byl rakousko-uherský diplomat ze šlechtické rodiny. V diplomacii působil od roku 1856, později zastával funkci vyslance v různých zemích (USA, Rumunsko), svou kariéru zakončil jako dlouholetý velvyslanec ve Francii (1883–1894).

## Životopis
Pocházel ze staré šlechtické rodiny Hoyosů španělského původu, narodil se jako druhorozený syn hraběte Jindřicha Hoyose (1804–1854), matka Felicie (1809–1880) patřila k významné uherské rodině Zichyů, byla dcerou prezidenta uherské dvorské komory hraběte Karla Zichyho. Díky sňatkům dalších příbuzných měl Ladislaus rodové vazby také na rodiny Lambergů, Lažanských nebo Wallisů. Do diplomatických služeb v roce 1856, svou kariéru zahájil jako atašé v Mnichově, poté působil v Paříži, Berlíně a Darmstadtu. V roce 1875 krátce působil na ministerstvu zahraničí ve Vídni, v letech 1875–1878 byl rakousko-uherským vyslancem ve Spojených státech amerických. V letech 1878–1882 byl vyslancem v Rumunsku, poté se vrátil do Vídně, kde byl jmenován prvním sekčním šéfem na ministerstvu zahraničí (1882–1883). V letech 1883–1894 byl rakousko-uherským velvyslancem ve Francii, odkud byl odvolán na vlastní žádost, v roce 1896 byl penzionován.

## Tituly a ocenění
V roce 1862 byl jmenován c. k. komořím a jako sečkní šéf na ministerstvu zahraničí obdržel v roce 1882 titul c. k. tajného rady s nárokem na oslovení Excelence. Během působení v diplomatických službách získal řadu vyznamenání v Rakousku-Uhersku i v zahraničí.

### Rakousko-Uhersko
- velkokříž Leopoldova řádu
- Řád železné koruny III. třídy (1860)

### Zahraničí
- komandér Řádu čestné legie (Francie)
- Řád Osmanie I. třídy (Osmanská říše)
- vekokříž Řádu rumunské koruny (Rumunsko)
- Řád rumunské hvězdy (Rumunsko)
- komtur Řádu Pia IX. (Papežský stát)
- komandér Řádu Františka I. (Království obojí Sicílie)
- komandér Řádu Ludvíkova (Hesensko)
- Řád vycházejícího slunce I. třídy (Japonsko)

## Rodina
V roce 1875 se oženil s hraběnkou Františkou Herbersteinovou (1850–1920), c. k. palácovou dámou a dámou Řádu hvězdového kříže, dcerou salcburského místodržitele Jana Bedřicha Herbersteina (1810–1861) a Terezie Herbersteinové (1822–1895), jedné z dědiček vymřelého rodu Ditrichštejnů. Měli spolu šest dětí. Díky svému sňatku byl Ladislaus Hoyos mimo jiné švagrem knížete Nikolause Wrede, rakousko-uherského vyslance v Bavorsku a generála Huga Kálnokyho, který byl mladším bratrem dlouholetého rakousko-uherského ministra zahraničí Gustava Kálnokyho.
Jeho starší bratr hrabě Arnošt Karel Hoyos (1830–1903) byl dědicem statků v Rakousku a dědičným členem rakouské panské sněmovny.. Vzdálený příbuzný hrabě Alexander Hoyos (1876–1937) z mladší rodové linie byl též diplomatem a sehrál důležitou úlohu těsně před první světovou válkou.

### Děti
- 1. Bedřich Jindřich (17. 11. 1876 Washington – 9. 12. 1951 hrad Werenwag, Bádensko-Württembersko) ⚭ (1876) hraběnka Vilemína Pavlína z Wuthenau-Hohenthurmu (30. 7. 1895 Drážďany – 10. 12. 1981 Stuttgart)
- 2. Jindřich (20. 5. 1878 Vídeň – 23. 6. 1957 Pörtschach am Wörther See, Korutany)
- 3. Ladislaus Gabriel (25. 8. 1879 Štýrský Hradec – 8. 3. 1939 Pörtschach am Wörther See) ⚭ (1910) Irena von Knorring (10. 4. 1889 Berlín – 11. 12. 1957 Pörtschach am Wörther See)
- 4. Marie (20. 4. 1883 Vídeň – 26. 4. 1967 Krumbach) ⚭ (1902) Alfons Rainer Ludvík Mirbach-Geldern-Egmont (3. 6. 1872 Mnichov – 20. 4. 1964 Roggenburg, Bavorsko)
- 5. Terezie Felicie (25. 8. 1885 – 17. 10. 1946 Vídeň)
- 6. Felicie Julie (10. 2. 1890 Paříž – 4. 10. 1942 Londýn)⚭ George Watkins (?? – 4. 5. 1935 Londýn)